# Blue Mounds (thị trấn), Wisconsin
Blue Mounds là một thị trấn thuộc quận Dane, tiểu bang Wisconsin, Hoa Kỳ. Năm 2010, dân số của thị trấn này là 943 người.